# マンドサウル城

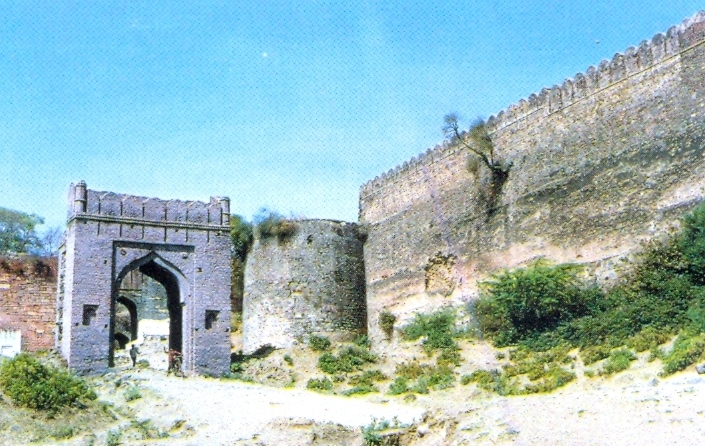
マンドサウル城

マンドサウル城（マンドサウルじょう、英語：Mandsaur Fort）は、インドのマディヤ・プラデーシュ州、マンドサウル県の都市マンドサウルに存在する城。ダシュプル城 （Dashpur Fort）とも呼ばれる。

## 歴史
かつてはデリー・スルターン朝の支配下にあったが、ティムール朝の攻撃にあったのち、マールワー・スルターン朝に支配権が移った。
フーシャング・シャーの時代、マールワーの北西境界を強化するためにマンドサウルに城が建設された。それがこのマンドサウル城である。
1519年、サングラーム・シングがこの城を占拠し、部下のラージプートを守備に任じた。
その後、17世紀後半にはスール朝、ムガル帝国に支配が移った。
1733年、マールワーの太守ジャイ・シング2世はマンドサウル城を攻撃したが、マラーターに撃退された。